# Войтецкий, Виталий Пантелеймонович
Виталий Пантелеймонович Войтецкий (29 мая 1909 — 31 марта 1977) — советский кинорежиссёр и режиссёр дубляжа. Заслуженный работник культуры РСФСР (1974).

## Биография
Родился 29 мая 1909 года в Киеве. В 1928–1931 годах работал электромонтёром на заводах в Виннице и Ленинграде. В 1934 году окончил курсы полярных работников в Ленинграде. В 1931—1934 годах служил в РККА. В 1934–1938 годах – механик Главного управления Северного морского пути. В 1939 году вступил в ВКП(б).
С началом Великой Отечественной войны 24 июня 1941 года призван в РККА. С июня 1941 по май 1942 года служил на Западном фронте, с июля 1942 по декабрь 1943 года на Орловском и Киевском направлениях, с июня 1944 года во 2-м Белорусском фронте. Начальник военно-технического снабжения 289 Гвардейского истребительно-противотанкового артиллерийского полка. Демобилизован в ноябре 1945 года в звании гвардии старшего техника-лейтенанта.
В 1948 году окончил режиссёрский факультет Всесоюзного государственного института кинематографии. С 1948 года — режиссёр киностудии имени М. Горького. Был редактором многотиражной газеты студии «Буревестник».
Умер 31 марта 1977 года в Москве.

## Фильмография

### Режиссёр
- 1952 — Горе от ума (фильм-спектакль)
- 1956 — Своими руками
- 1960 — Твои друзья

### Режиссёр дубляжа
- 1953 — Вернись в Сорренто (1945)
- 1953 — Ангел в отпуске (1953)
- 1955 — Плата за страх (1952)
- 1959 — Человек на рельсах (1956)
- 1959 — Канал (1957)
- 1959 — Две матери (1956)
- 1960 — Граница в нескольких шагах (1959)
- 1961 — Приговор (1959)
- 1962 — Все по домам (1960)
- 1964 — Жил-был мошенник (1960)
- 1964 — Кот под шлемом / Любимчик командира (1962)
- 1964 — Фото Хабера (1963)
- 1965 — Крещённые огнём (1963)
- 1965 — Любовь одного вечера (1963)
- 1966 — Загадочный пассажир / Поезд (1959)
- 1966 — Тысяча ночей на ложе из камня / Город и мечта (1963)
- 1967 — Дорога / Они бродили по дорогам (1954)
- 1967 — Монпарнас, 19 (1958)
- 1967 — Беглец (1964)
- 1967 — Время снегов (1966)
- 1968 — Сержант Калень (1961)
- 1970 — Поезд (1964)
- 1970 — Врач страховой компании / Залог успеха (1968)
- 1970 — Плечом к плечу (фильм) / Направление – Берлин (1968)
- 1970 — Последние дни (1968)
- 1972 — Благослови зверей и детей (1971)
- 1972 — Геркус Мантас (1972)
- 1973 — Белые розы для моей чёрной сестры (1970)
- 1973 — Сегодня жить, умереть завтра / Обнажённые 19-летние (1970)
- 1975 — Хотим скандала (1973)
- 1976 — Попутчик (1975)

### Сценарист
- 1956 — Своими руками